# Papado ostrogodo

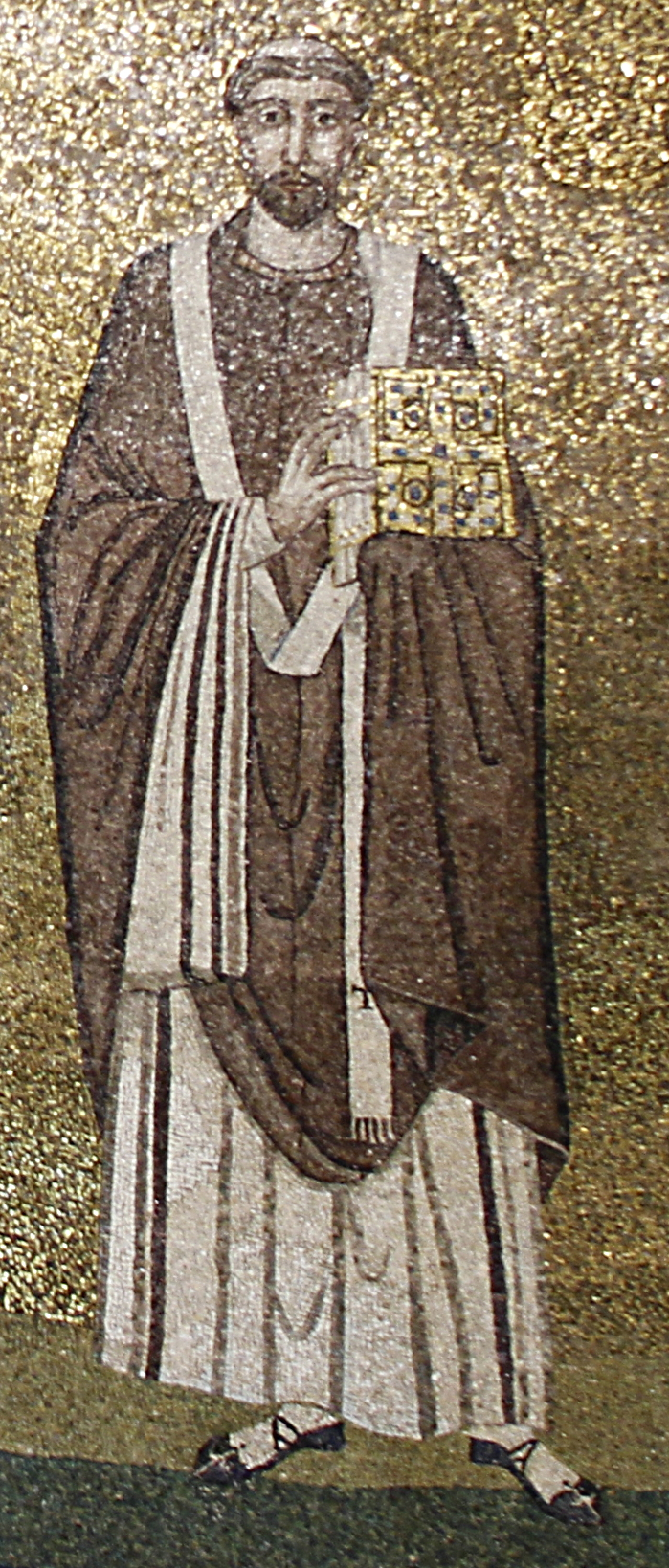
Papa Símaco (498-514), o triunfo sobre o Antipapa Lourenço é o primeiro exemplo registrado de simonia na história papal.

O Papado Ostrogodo foi um período entre 493 a 537, onde o papado foi fortemente influenciado pelo Reino Ostrogodo, onde o papa não era totalmente nomeado pelo rei ostrogodo. A seleção e administração dos papas durante este período foi fortemente influenciado por Teodorico, o Grande e seus sucessores Atalarico e Teodato. Este período terminou com Justiniano I (re)conquistando Roma, durante a Guerra Gótica (535–554), inaugurando o Papado Bizantino (537-752).
De acordo com Howorth "enquanto não eram muito interferidos em seu trabalho administrativo, enquanto próprios não interferiam com a política, os reis godos interferiram consideravelmente na escolha dos novos papas e dominaram amplamente sua eleição. A simonia prevaleceu a uma medida escandalosa, assim como as intrigas de tipo vergonhosas, bem como a qualidade e as doações dos candidatos tornou-se de importância secundária em suas chances de serem eleitos, em comparação com a sua habilidade em corromper os funcionários dos reis estrangeiros e de seus poderes de tramoias".   Segundo a Enciclopédia Católica, "[Teodorico] era tolerante para com a Igreja Católica e não interferia em questões dogmáticas. Manteve-se o mais neutro possível para o papa, exercendo uma influência preponderante nos assuntos do papado."

## Visão geral
Dez papas reinaram entre 493 e 537:
- Papa Gelásio I (492-496)
- Papa Anastácio II (496-498)
- Papa Símaco (498-514)
- Papa Hormisda (514-523)
- Papa João I (523-526)
- Papa Félix IV (526-530)
- Papa Bonifácio II (530-532)
- Papa João II (533-535)
- Papa Agapito I (535-536)
- Papa Silvério (536-537)

Durante este período, houve quatro reis ostrogodos:
- Teodorico, o Grande (474-526) ["O Rei da Itália" de 493]
- Atalarico (526-534)
- Teodato (534-536)
- Vitige (536-540)

Durante este período houve três imperadores bizantinos:
- Anastácio I Dicoro (491-518)
- Justino I (518-527)
- Justiniano I (527-565)